# Sílvia Cruz
Sílvia Isabel Cruz (ur. 29 grudnia 1980 w Lizbonie) – portugalska lekkoatletka specjalizująca się w rzucie oszczepem i pchnięciu kulą, olimpijka (2008).
Na arenie międzynarodowej odniosła następujące sukcesy:
| Rok  | Miejsce      | Zawody                                | Konkurencja    | Pozycja       | Wynik |
| ---- | ------------ | ------------------------------------- | -------------- | ------------- | ----- |
| 1998 | Lizbona      | mistrzostwa ibero-amerykańskie        | rzut oszczepem | 6. miejsce    | 42,64 |
| 2001 | Amsterdam    | młodzieżowe mistrzostwa Europy        | rzut oszczepem | 7. miejsce    | 53,58 |
| 2004 | Huelva       | mistrzostwa ibero-amerykańskie        | rzut oszczepem | 9. miejsce    | 46,70 |
| 2010 | San Fernando | mistrzostwa ibero-amerykańskie        | rzut oszczepem | srebrny medal | 53,43 |
| 2013 | Dublin       | drużynowe mistrzostwa Europy (I liga) | rzut oszczepem | 3. miejsce    | 53,11 |
| 2014 | Goa          | igrzyska Luzofonii                    | pchnięcie kulą | złoty medal   | 13,25 |

Uczestniczka letnich igrzysk olimpijskich (Pekin 2008) w rzucie oszczepem – w eliminacjach uzyskała wynik 57,06 i nie zdobyła awansu do finału (ostatecznie sklasyfikowana została na 23. miejscu).
18-krotna złota medalistka mistrzostw Portugalii:
- 17-krotnie na stadionie – 15 razy w rzucie oszczepem (2000, 2001, 2002, 2005, 2006, 2007, 2008, 2009, 2010, 2011, 2012, 2013, 2014, 2015, 2017), 2 razy w pchnięciu kulą (2007, 2014),
- raz w hali – w pchnięciu kulą (2007).

Rekordy życiowe: 
- stadion

- rzut oszczepem – 59,76 (21 czerwca 2008, Leiria) – rekord Portugalii
- pchnięcie kulą – 15,36 (29 lipca 2007, Lizbona)

- hala

- pchnięcie kulą – 14,84 (23 lutego 2008, Pombal)